# 三守守

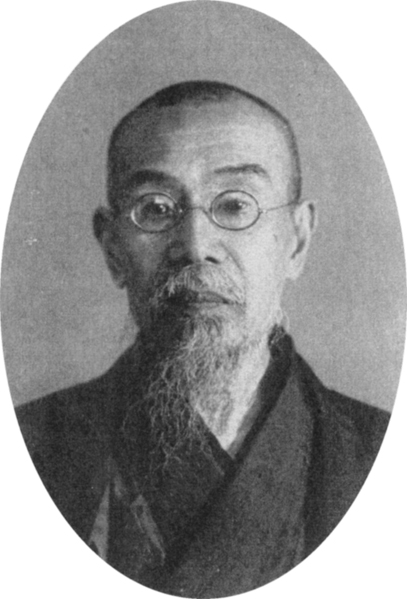
三守守

三守 守（みもり まもる、1859年5月22日（安政6年4月20日） - 1932年（昭和7年）1月27日）は、教育者。東京物理学講習所（後の東京物理学校、現在の東京理科大学）の創立者の一人。

## 経歴
阿波国徳島に生まれる。
1872年（明治5年） - 第一大学区第一番中学（後の開成学校、東京大学）に入学。
1873年（明治6年）11月4日 - 開成学校から分離した（旧）東京外国語学校に移る。
1874年（明治7年）2月 - 開成学校入学。
1875年（明治8年） - 東京大学仏語物理学科入学。
1880年（明治13年）7月 - 東京大学仏語物理学科第3期卒業。
1881年（明治14年） - 東京物理学講習所の創立者の一人となる。
1885年（明治18年） - 東京物理学校維持同盟員となる。
1917年（大正6年）1月10日 - 東京高等工業学校名誉教授
上記のほか、東京女子師範学校教授、東京高等工業学校教授、東京工業大学名誉教授を勤めた。
墓標は多磨霊園に所在。

## 栄典
位階
- 1913年（大正2年）8月20日 - 従四位[3]

勲章
- 1910年（明治43年）12月26日 - 勲四等瑞宝章[4]